# Desmond Doss
Desmond Thomas Doss (7. února 1919 – 23. března 2006) byl během druhé světové války desátník Armády Spojených států a vojenský zdravotník. Kvůli své víře se odmítal dotknout zbraně. Přesto však jako medik zachránil více než 75 lidských životů a stal se válečným hrdinou. Za své hrdinství v bitvě o Okinawu obdržel jako první a jediný odpírač plné vojenské služby za druhé světové války nejvyšší americké vojenské vyznamenání, Medaili cti.

## Život
Desmond Doss se narodil ve městě Lynchburg ve Virginii, jako syn tesaře a veterána první světové války Williama Thomase Dosse a dělnice v továrně na obuv, Berty E. (Oliver) Doss. Pracoval ve vojenských loděnicích v Newport News ve Virginii. Měl starší sestru Audrey a mladšího bratra Harolda. 
Do armády dobrovolně narukoval v dubnu 1942. Jako člen křesťanské církve Adventisté sedmého dne Doss odmítl zabíjet nepřátelské vojáky nebo nosit zbraň do boje kvůli svému osobnímu přesvědčení. Jeho přáním bylo stát se zdravotníkem a to se mu splnilo. Byl přidělen jako medik k rotě B 1. praporu 307. pěšího pluku americké 77. pěší divize, která byla za 2. světové války nasazena proti Japonskému císařství. Zúčastnil se bitvy o Guam a bojů o Filipíny v roce 1944, kde získal dvě Bronzové hvězdy za chrabrost. Později, během nasazení v bitvě o Okinawu v roce 1945, zachránil Desmond Doss více než 75 zraněných vojáků z frontové linie, aniž by slevil ze svého náboženského přesvědčení nepoužít zbraň. Za prokázané hrdinství mu byla 12. října 1945 ve Washingtonu udělena Medaile cti z rukou amerického prezidenta Harryho S. Trumana. Sám Doss byl však na Okinawě čtyřikrát zraněn, za což opakovaně obdržel Purpurové srdce, a krátce před jeho odchodem do civilu v roce 1946 mu byla diagnostikována tuberkulóza, která jej nakonec stála jednu plíci. Po propuštění z armády strávil následujících pět let v lékařské péči kvůli následkům svých zranění a onemocnění z války.
Doss si vzal za ženu Dorothy Schutte, měli spolu jednoho syna, Desmonda Thomase ml. (zvaného Tommy). Dorothy zemřela v roce 1991 při autonehodě. Po dvou letech od její smrti si Desmond vzal jako druhou ženu Frances Duman.
Desmond měl z války těžké zdravotní postižení a pracoval na své malé farmě v Georgii. Trávil mnoho času přednášením o zkušenostech z války a sloužil také ve své církvi ve skautském programu pro děti a mládež.
Doss zemřel v roce 2006 v kruhu svých nejbližších ve městě Piedmontu v Alabamě poté, co byl hospitalizován pro dýchací problémy. Ve stejný den zemřel i jiný nositel Medaile cti, David B. Bleak.
Desmond Doss byl pohřben se všemi vojenskými poctami na Národním hřbitově v Tennessee. Při slavnostním pohřbu vezl jeho rakev přikrytou americkou vlajkou koňský povoz. Americká armáda vyslala na pohřeb mimo jiné formaci vojenských vrtulníků k provedení čestného přeletu nad hrobem.

## V kultuře
Hacksaw Ridge: Zrození hrdiny je celovečerní film založený na jeho životě a službě v americké armádě. Režíroval ho Mel Gibson a Desmonda Dosse hraje Andrew Garfield.
The Conscientious Objector je oceňovaný dokumentární film o jeho životě z roku 2004.
Příběh Desmonda Dosse je také náplní knihy z roku 1967 The Unlikeliest Hero.
18. února 1959 se Doss objevil na kanále NBC v televizní show Ralpha Edwardse This Is Your Life.

## Vyznamenání
- Medaile cti[2]
- Bronzová hvězda s bronzovým dubovým listem a sponou V
- Purpurové srdce se dvěma bronzovými dubovými listy
- Army Good Conduct Medal
- Medaile za americké tažení
- Medaile za asijsko-pacifické tažení
- Medaile Vítězství ve druhé světové válce
- Filipínská medaile za osvobození s bronzovou hvězdičkou – Filipíny